# Úrsula (romance)
Úrsula é um romance da escritora maranhense Maria Firmina dos Reis publicado em 1859. É considerado o primeiro romance escrito por uma mulher no Brasil. O romance foi publicado com o pseudônimo "uma maranhense". O romance foi ter segunda edição, essa facsimilar, apenas 1975 graças a organização de Horácio de Almeida. Úrsula é considerado um romance precursor da temática abolicionista na literatura brasileira, pois é anterior à poesia de Castro Alves e ao As vítimas-algozes de Joaquim Manoel de Macedo.

Maria Firmina desconstrói uma história literária etnocêntrica e masculina até mesmo em suas ramificações afro-descendentes. Úrsula não seria apenas o primeiro romance abolicionista da literatura brasileira - fato que  nem todos os historiadores admitem - mas é também o primeiro romance da literatura afro-brasileira, entendida esta como produção de autoria afro-descendente, que tematiza o  negro  a partir de uma perspectiva interna e comprometida politicamente em recuperar e narrar a condição do ser negro no Brasil. Acresça-se a isto o gesto (civilizatório) representado pela inscrição em língua portuguesa dos elementos da memória ancestral e das tradições africanas. Texto fundador, Úrsula polemiza com a tese segundo a qual nos falta um "romance negro", pois apesar de centrado nas vicissitudes da heroína branca, pela primeira vez em nossa literatura, tem-se uma narrativa da escravidão conduzida por um ponto de vista interno e por uma perspectiva afro-descendente.
No prólogo da obra, a autora afirma saber que "pouco vale este romance, porque escrito por uma mulher, e mulher brasileira, de educação acanhada e sem o trato e conversação dos homens ilustrados." Por trás dessa declaração de modéstia, a escritora revelou sua condição social: o fato de não ter estudado na Europa, nem dominar outros idiomas, como era comum entre os homens educados de sua época, por si só indicava o lugar que ocupava na sociedade em que nasceu. É desse lugar intermediário, mais próximo da pobreza que da riqueza, que Maria Firmina corajosamente levantou sua voz através do que chamou "mesquinho e humilde livro". E, mesmo sabendo do “indiferentismo glacial de uns” e do “riso mofador de outros”, desafiou: “ainda assim o dou a lume”.
Em Outubro de 2023 estreou em São Paulo a peça "Maria Firmina dos Reis, presente!".

## Sinopse
O romance trata de uma trágica história de amor entre dois jovens: a pura e simples Úrsula e o nobre bacharel Tancredo, e, aparentemente, é uma clássica história de amor impossível, como muitas de seu tempo. Porém, logo se nota, pelo tratamento dado aos personagens negros, às mulheres e à escravidão, que as preocupações presentes no romance são outras, pois, apesar de ter sido escrito num período de nacionalismo exacerbado, destoa da literatura produzida em sua época em muitos aspectos, já que não parece estar comprometido com o projeto romântico que era fundar a ideia de nação, construindo através de suas narrativas um ser nacional.

Meteram-me a mim e a mais trezentos companheiros de infortúnio e de cativeiro no estreito e infecto porão de um navio. Trinta dias de cruéis tormentos e de falta absoluta de tudo quanto é mais necessário à vida passamos nessa sepultura até que abordamos as praias brasileiras. Para caber a mercadoria humana no porão, fomos amarrados em pé e, para que não houvesse receio de revolta, acorrentados como animais ferozes das nossas matas, que se levam para recreio dos potentados da Europa.

Maria Firmina dos Reis, Úrsula.
O prólogo estabelece o território cultural que embasa o projeto do romance. Era 1859, momento em que a prosa de ficção dava seus primeiros passos na literatura brasileira. Com seu gesto, sob muitos aspectos inaugural, Maria Firmina apontou o caminho do romance romântico como atitude política de denúncia de injustiças, há séculos arraigadas na sociedade patriarcal brasileira e que tinham no escravo e na mulher suas principais vítimas. Foi, portanto, como mulher e como afro-brasileira que a autora pôs-se a narrar o drama da jovem Úrsula e de sua desafortunada mãe, ao qual se acrescentaram os infortúnios de Tancredo, traído pelo próprio pai, e a tragédia dos escravos Túlio, Susana e Antero, que receberam no texto um tratamento marcado pelo ponto de vista interno, pautado por uma profunda fidelidade à história oculta da diáspora africana no Brasil. Essa solidariedade para com o oprimido é absolutamente inovadora se comparada àquela existente em outros romances abolicionistas do século XIX, pois nasceu de uma outra perspectiva, pela qual a escritora, irmanada aos cativos e a seus descendentes, expressou, pela via da ficção, seu pertencimento a este universo de cultura.
A narrativa se articula a partir de um triângulo amoroso formado por Adelaide, Tancredo e seu pai. Esse triângulo é desfeito com a derrota de Tancredo. Cria-se, então, um segundo triângulo formado por Tancredo, Úrsula e seu tio. Mas há, também, uma tríade, formada por três personagens negros, que vão aparecendo ao longo da narrativa, cuja importância vai tomando proporções cada vez maiores: Túlio, Mãe Susana e Antero que, juntamente com o jovem Tancredo, dão o tom diferente à narrativa. Um leitor desavisado pode entender seus papéis como mero acessório para o drama dos demais personagens, porém, ao ler com o cuidado que o romance merece, percebe-se que o drama dos escravos vai tomando proporções cada vez maiores, a ponto de prender a atenção do leitor.
Antero e Túlio
Antero é um escravo de idade mais avançada e de bom coração. Na história, ele atua como guarda da casa do Comendador Fernando. Sua figura é mostrada em apenas alguns momentos característicos e específicos da história. Em sua aparição principal, o escravo leva a personagem Túlio, que é um prisioneiro, para um quarto “úmido e nauseabundo”. 
Pai Antero cuida dos prisioneiros na senzala, ou seja, um negro que de certo modo contribui com a escravização do seus. Dentro do local fechado e livre dos olhos de seu dono, Antero desaba em um momento de pesares e lamenta o estado de prisão que Túlio se apresenta, alegando que a mãe do escravo prisioneiro acabou sob os tratos do Comendador. Apesar de sua presença na trama não ser longa, o escravizado Antero, embora com seus defeitos, é quem ajuda Túlio a fugir da prisão, em que Comendador o mantinha. Nesse momento do livro, essa personagem mostra-se afetiva e empática, contrapondo sua personalidade inicial. 
Passam-se oito horas dentro do quarto, e Antero nota que Túlio está desesperado. Diante disso, ele tenta confortar o homem, buscando iniciar uma conversa. Nesse momento, vem à tona o episódio que faz de Antero um homem com os mesmos defeitos que os brancos — ele tenta beber alguma bebida alcoólica, mas, sem sucesso, pois a cuia estava vazia, arremessa-a para longe com desprezo e declara odiar o próprio vício. 
Com esse episódio, a autora do livro intenciona igualar o negro com o branco, de forma a mostrar que Antero é um homem comum, capaz de ter as mesmas características que qualquer ser humano — ela faz isso em oposição ao pensamento da época de que os negros não podiam ser considerados seres humanos. Na época as personagens negras eram retratadas como “vilãs” ou pessoas de menos valor. 
A personagem Túlio, vendo nesse acontecimento uma esperança, inicia um diálogo com Antero, declarando sentir pena por sua dependência ao vício. Antero, então, diz que a bebida é seu único vício e que este não prejudica ninguém. Para demonstrar a Túlio o valor do trabalho e o valor dos símbolos locais e africanos utiliza a bebida alcoólica como marca identitária da africanidade. A bebida tomada por um escravo e a bebida tomada por um homem trabalhador e livre situa-a como “válvula de escape” para a sua condição de escravo, e no passado remoto como costume sustentado pela moral do trabalho.
Diante da oportunidade de diálogo com o prisioneiro, ele conta a história de seu passado, alegando que, quando era mais novo, embriagava-se. No entanto, mesmo sabendo do mal que a bebida o faz e fez, ele defende-se — diz que trabalhava, e gastava seu dinheiro com o que gostava. 
O livro traz problemas reais vividos por ele colocando, através da história, o branco e o negro em posição de igualdade em relação aos sentimentos que todo ser humano possui. Em sua aparição, a personagem cumpre o papel contrário ao caráter elevado de Túlio, durante seu diálogo com o prisioneiro, sendo apresentada como alguém de autoestima baixa e atormentada por pensamentos negativos. 
Antero surge como um contraponto à ideia de que todo escravo negro era uma pessoa de alma boa. A personagem atua como voz de contradição à superioridade dos brancos ao trazerem os negros africanos para o Brasil. Animado ele relembra notoriamente os costumes de sua terra e do “vinho de palmeira” bebido no ritual africano do descanso semanal, ele faz do Brasil um lugar de escravidão e da África uma terra de liberdade, colocando em evidência sua identidade cultural.
Susana dos guri
A obra literária Úrsula, escrita no contexto do Brasil anterior à abolição, mas posterior à promulgação da Lei Aberdeen, pela Inglaterra, fornece uma oportunidade singular de percepção do contexto social da época, dado o enquadramento fornecido pela escritora. Ao passo que existe uma lacuna de documentação histórica da condição dos escravos no país, o romance pode ser analisado como uma importante base para estudos socioculturais dessa condição que, na perspectiva do sociólogo Jessé Souza, é um das principais bases da construção da sociedade brasileira.
Neste aspecto, a personagem Mãe Susana, negra escravizada, aparece na obra como uma voz antiescravidão e que traz à tona as barbáries cometidas pela estrutura do tráfico negreiro operado no Atlântico. Segundo Melissa Rosa Teixeira Mendes, “ela é a voz da escritora, que clamava por igualdade, que via negros e brancos como irmãos (...)” (MENDES, 2015, p.7), assim vocalizando as angústias dos milhões de negros que sofreram com a citada estrutura.  A mãe de Úrsula era dona de Susana, uma escrava já idosa que sofrera muito durante a vida. Apesar da imensa dor em seu coração, que era consequência de anos de saudade da terra natal e da liberdade que um dia tivera, a escrava era muito grata por Luísa e amava Úrsula. Além dela, Susana também possuía muito carinho pelo escravo Túlio, que depois de separado de sua mãe biológica, foi cuidado por ela como um filho.
A apresentação da personagem ocorre no nono capítulo, no qual Túlio debate sua alforria com a personagem. Ao decorrer da seção, a escrava narra sua história desde os tempos em que era uma mulher livre na África, servindo, assim, como representante literária de milhões de escravizados provenientes da colonização europeia, focalizando a intenção da autora em transmitir esse perfil escravocrata.
Susana conta que foi capturada em sua localidade natal, ainda no continente africano. Embora não seja definido o local de origem da personagem, pode-se assumir que ela provavelmente venha dos portos localizados em Cabo Verde, dado a conexão marítima entre esta localidade e o estado do Maranhão. Segundo sua história, a mulher foi capturada por dois homens que a levaram até o navio negreiro, onde foi posta a bordo com cerca de mais trezentos recém-escravizados. Sua família, entretanto, não foi junto na viagem que durou trinta dias e que a levou ao Brasil.
"Quando me arrancaram daqueles lugares, onde tudo me ficava – pátria, esposo, mãe e filha, e liberdade! Meu Deus! O que se passou no fundo da minha alma, só vós o pudestes avaliar! Meteram-me a mim e a mais trezentos companheiros de infortúnio e de cativeiro no estreito e infecto porão de um navio. Trinta dias de cruéis tormentos, e de falta absoluta de tudo quanto é mais necessário à vida passamos nessa sepultura até que abordamos às praias brasileiras". (REIS, 2018, p. 70)
As condições narradas pela escrava são deploráveis: a água fornecida era suja, a comida era ruim e “porca” e os escravizados eram acorrentados visando a evitar revoltas. A narração de Susana prossegue dizendo que “É horrível lembrar que criaturas humanas tratem a seus semelhantes assim e que não lhes doa a consciência de levá-los à sepultura asfixiados e famintos!” (REIS, 2018, p. 71) e que muitos de seus companheiros morreram no trajeto.
No desembarque ao Brasil, Susana foi então escolhida pelo Comendador Paulo, um homem muito frio e que derramava sangue sem horror. Susana sofrera muito e lamentara os maus tratos aos seus irmãos negros e a si mesma. Contudo, pouco tempo depois o Comendador Paulo casou-se com a senhora Luísa B., que sabia de suas maldades e se sentia mal com as horríveis ações do marido. Portanto, após sua morte, a senhora Luísa B. e sua filha decidem ajudar os escravos a esquecer suas "passadas desditas".
Mediante o resumo focado na personagem Susana, constata-se que o discurso utilizado parece romper com a visão tradicional do negro propagado na época, de acordo com Rosa (2018): os escravos do livro tinham consciência de suas condições e reconheciam sua cultura e o passado africano, diferente das obras de Iracema e O Guarani de José de Alencar, por exemplo, nas quais os personagens indígenas (colonizados) eram queridos e inocentes, caso “demonstrassem sensibilidade passiva aos feitos civilizatórios do nobre português”.
Além disso, ao abordar a questão da escravidão e trazer dela acontecimentos que cabem muito bem à realidade dos negros da época, como a viagem de Susana até o Brasil cujo palco era o típico navio negreiro, ou como a relato das atrocidades cometidas pelo Comendador Paulo contra seus escravos, Maria Firmina dos Reis denuncia os problemas da escravidão colocando personagens como Susana, Túlio e Antero no pano de fundo de um romance. Afinal, era assim o cotidiano dos oprimidos: apesar deles sofrerem nas mãos dos donos, sempre estiveram no pano de fundo das famílias para as quais trabalhavam.
Outra razão pela qual a autora decide inserir as personagens negras na história como coadjuvantes é pela forma indireta com a qual ela consegue criticar a questão escravocrata sem afrontar a sociedade que leria sua obra. Seria naturalmente inaceitável que Úrsula fosse uma personagem negra, por exemplo, ou que a protagonista fosse Susana, uma escrava de personalidade forte, que encarava sem medo a autoridade de sua região. (CASTRO, 2015).
Destarte, é possível averiguar que, assim como os outros personagens negros da obra, Susana desempenha um importante papel na discussão abolicionista, pois não apenas vítima da escravidão, era também um exemplo de resistência contra seu senhor cruel. Apesar de muito sofrimento, não se submetia à crença de que sua situação era normal e relatava com amargura a viagem até o Brasil. (SILVA, 2011). Aliás, é na inclusão dessas figuras conscientes de sua história que Úrsula se destaca entre as outras obras da época, porque é a partir dela que Maria Firmina dos Reis não somente narra um romance, mas também denuncia os podres da sociedade que ninguém queria enxergar, tornando-se então uma obra atemporal dentro da discussão abolicionista no Brasil.

## Estilo
Do ponto de vista formal, o texto marca-se pela linearidade narrativa e por personagens desprovidos de maior complexidade psicológica. Tais figuras vivem quase sempre situações extremas, marcadas pelo acaso e por mudanças bruscas do destino. Situando Úrsula no contexto da narrativa folhetinesca, pode-se aquilatar o quanto a escritora se apropria das técnicas do romance de fácil aceitação popular, a fim de utilizá-las como instrumento a favor da dignificação dos oprimidos, em especial a mulher e o escravo. O triângulo amoroso formado pela jovem Úrsula, seu amado Tancredo e pelo tio Comendador, que surge como encarnação de todo o mal sobre a terra, ocupa o plano principal das ações. Além de assassinar o pai e abandonar a mãe da protagonista anos e anos entrevada numa cama, o Comendador compõe a figura sádica do senhor cruel que explora a mão de obra cativa até o limite de suas forças. Ao final, enlouquecido de ciúmes, o vilão mata Tancredo na própria noite do casamento deste com Úrsula, o que provoca a loucura, o posterior falecimento da heroína e o inconsolável remorso que também leva o tio à morte, não sem antes passar pela libertação de seus escravos e pela reclusão num convento. O texto descarta o final feliz e opta pelos esquemas consagrados no romance gótico a fim de estabelecer a empatia com o público.
Todavia, o livro cresce na medida em que emergem os dramas dos escravos. A narrativa se inicia com o jovem Túlio – único cativo da decadente propriedade da mãe de Úrsula – salvando a vida de Tancredo num acidente. Não por acaso, o primeiro capítulo, destinado à apresentação do cenário e dos dois personagens, se intitula "Duas Almas Generosas" e logo se sabe por quê. De imediato, destaca-se a humanidade condoída do sujeito afro-descendente, cujo perfil dramático e existencial vai além da mera força de trabalho ou do papel de porta-voz do ódio rancoroso dos quilombolas.
Na construção dos personagens nota-se uma valorização das características próprias dos afro-descendentes, rompendo-se, assim, com o estereótipo racial que sempre deu ao negro uma conotação negativa – o que se pode  perceber na seguinte descrição de Túlio que é uma verdadeira exaltação à raça negra:
O homem que assim falava era um pobre rapaz, que ao muito parecia contar 25 anos, e que na franca expressão de sua fisionomia deixava adivinhar toda a nobreza de um coração bem formado. O sangue africano refervia-lhe nas veias; o mísero ligava-se à odiosa cadeia da escravidão; e embalde o sangue ardente que herdara de seus pais, e que o nosso clima e a escravidão não puderam resfriar, embalde – dissemos – se revoltava; porque se lhe erguia como barreira – o poder do forte contra o fraco. 
A composição do personagem já indica a perspectiva que orienta a representação do choque entre as etnias no texto de Maria Firmina dos Reis. A escravidão é "odiosa", mas nem por isto endureceu a sensibilidade do jovem negro. Eis a chave para compreender a estratégia da autora de combate ao regime sem agredir em demasia as convicções dos leitores brancos. Túlio era vítima, não algoz. Sua revolta se fazia em silêncio, pois não tinha meios para confrontar o poder dos senhores. Não os sabotava nem os roubava, todavia, como os escravos presentes em As vítimas-algozes, de Joaquim Manoel de Macedo (1869). Seu comportamento pautava-se pelos valores cristãos, apropriados pela autora a fim de melhor propagar seu ideário:
Senhor Deus! quando calará no peito do homem a tua sublime máxima – ama a teu próximo como a ti mesmo – e deixará de oprimir com tão repreensível injustiça ao seu semelhante!... a aquele que também era livre no seu país... aquele que é seu irmão?! E o mísero sofria; porque era escravo, e a escravidão não lhe embrutecera a alma; porque os sentimentos generosos, que Deus lhe implantou no coração, permaneciam intactos, e puros como sua alma. Era infeliz; mas era virtuoso; e por isso seu coração enterneceu-se em presença da dolorosa cena,  que se lhe ofereceu à vista. 